# Bük
Bük (tyska: Wichs) är en stad och kommun i distriktet Kőszeg i provinsen Vas i västra Ungern. Den ligger nära gränsen till Österrike. Kommunen har 4 099 invånare (2024), på en yta av 20,86 km².